# Trao đổi bạn tình

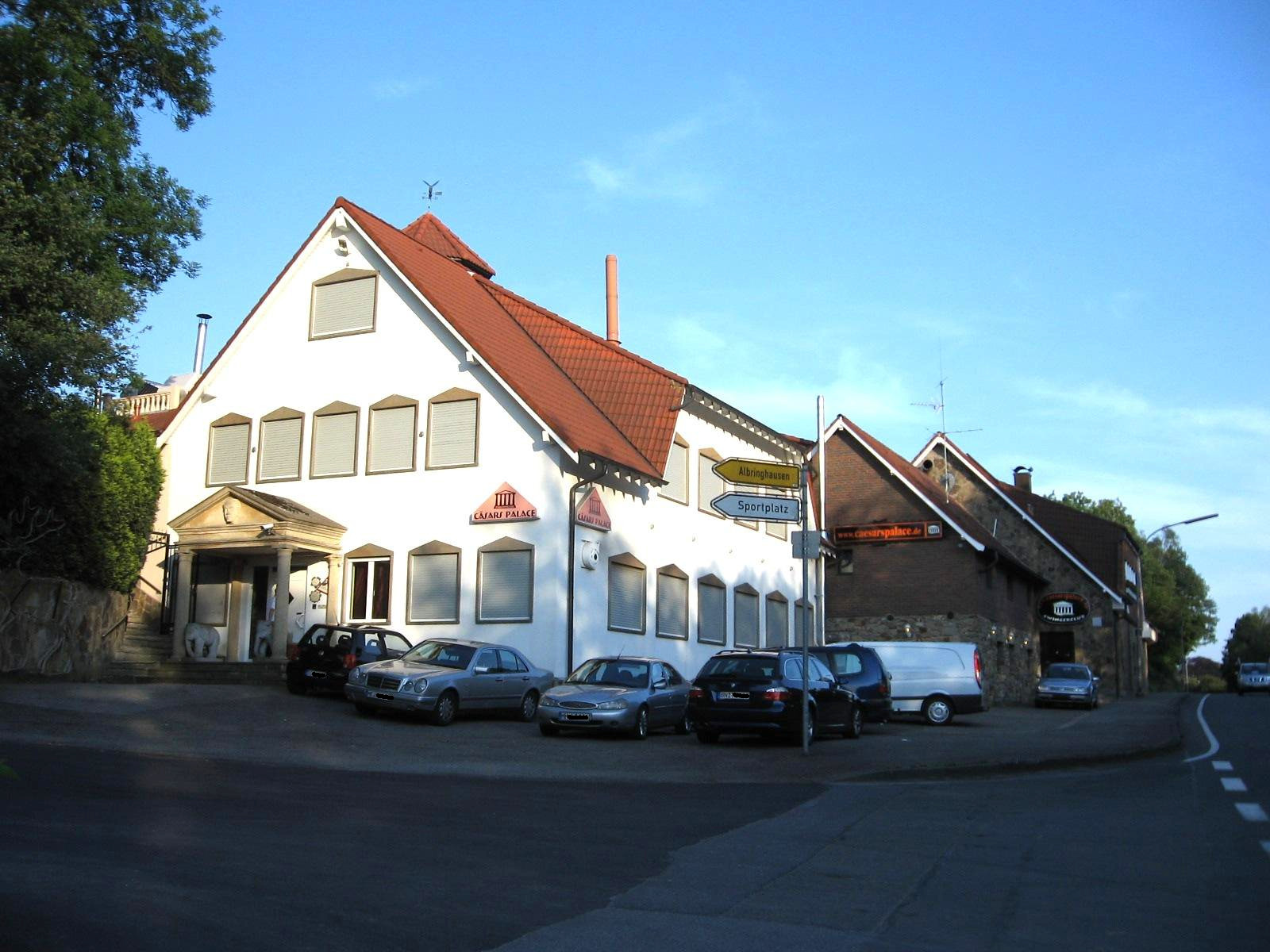
Một câu lạc bộ sex, nơi diễn
ra các hoạt động đổi vợ đổi chồng làm tình

Trao đổi quyền ân ái tạm thời hay còn gọi là trò trao đổi vợ làm tình (tiếng Anh: Swinging và người tham gia được gọi là swinger) là việc trao đổi vợ chồng tạm thời để quan hệ tình dục, nó có thể xảy ra từ việc thỏa thuận giữa các cặp vợ chồng hoặc từ những người tham gia câu lạc bộ swingers.
Đây là một kiểu hành vi tình dục tập thể, theo đó các cặp vợ chồng cam kết để vợ/chồng mình tham gia quan hệ tình dục với người khác theo lựa chọn hoặc một cách ngẫu nhiên. Mục đích chung là tìm cảm giác mới dưới hình thức những bữa tiệc thân xác. Ở Việt Nam, một số nhóm người đã dần du nhập kiểu hoạt động này.

## Tổng quan
Phong trào đổi vợ chồng tạm thời này ra đời từ những năm 50 thế kỷ XX tại Mỹ sau cuộc chiến tranh Triều Tiên. Đối với một số người swinging giúp họ tăng hứng thú trong quan hệ tình dục. Một số người khác tham gia swinging vì tò mò. Một số cặp vợ chồng cho rằng swinging là một hoạt động giúp họ cải thiện quan hệ tình dục của chính họ. Những người khác coi swinging đơn thuần là việc giải trí.
Đây được coi là một nhu cầu giải trí khá quái gở, biến thái và sa đọa. Nhưng cũng có một số người tham gia hoạt động này biện hộ rằng hoạt động này dựa trên sự tự nguyện, sự mong muốn của cá nhân, có những người phụ nữ vì cảm thấy rất thu hút với hoạt động này do chồng của họ thường xuyên vắng nhà. Tuy vậy, phần lớn mọi người đều cho rằng đây là một hành động làm suy đồi đạo đức và cần được lên án. Pháp luật nhiều nước quy định những hành động đổi vợ tạm thời này là bất hợp pháp, nếu bị phát hiện sẽ bị xử lý hình sự.

## Lịch sử

### Hình thành
Bắt nguồn của phong trào này từ Chiến tranh Thế giới thứ II, với kết quả thảm khốc, thương vong lớn cho phía Hoa Kỳ đã khiến nhiều phụ nữ trẻ có chồng là phi công của Mỹ tham chiến đã trở thành góa phụ. Các phi công còn sống sót sau cuộc chiến đã lập một câu lạc bộ giúp đỡ các góa phụ trẻ phải chịu quá nhiều mất này từ việc động viên, an ủi tình cảm cho đến giúp đỡ, hỗ trợ về vật chất, kinh tế. Dần dần, một số hoạt động giúp đỡ trở nên biến tướng thành đáp ứng nhu cầu tình dục. Mô hình này ngày càng được nhân rộng và có sức lan tỏa lớn, một số lớn phụ nữ có chồng là phi công bị rơi vào cảnh góa bụa đã gia nhập các câu lạc bộ này. Vì số lượng nữ nhiều, nam ít nên hiện tượng quần hôn nội bộ (quan hệ tình dục ngẫu phối) xảy ra trong các câu lạc bộ này.
Sau chiến tranh Triều Tiên, số lượng thương vong của Liên quân Mỹ ngày càng nhiều cộng với sự kiện vào năm 1960, tại Anh, từ khi thuốc tránh thai được phát minh và phong trào buông thả tình dục trong giới trẻ bùng phát mạnh dẫn đến Cuộc cách mạng tình dục ở châu Âu. Hình thức sinh hoạt câu lạc bộ phi công của Mỹ lan sang Anh do về văn hóa, chính trị, nước Anh và Mỹ là đối tác chiến lược thân thiết. Phong trào này gặp môi trường cách mạng tình dục đã biến nhanh thành phong trào swing sex. Phong trào này được định hình và lan tỏa ngược trở lại Mỹ, và được gọi gọn lại là swing.

### Tạm thoái trào
Sau một thời gian phát triển rầm rộ, phong trào này dần thoái hóa vì sự kỳ thị của xã hội do thời gian dài, chiến tranh đã đi qua lâu, xã hội khó có thể chấp nhận việc lấy lý do mất mát, tang thương trong chiến tranh để biện minh cho hành vi tình dục bên ngoài gia đình. Tuy vậy, phong trào này chuyển trạng thái sang các loại hình đa dạng hơn như sinh hoạt thị giác và các loại tạp chí sex, phim sex bùng nổ. Một số người vẫn ngấm ngầm hoạt động trong vòng bí mật để tránh sự kỳ thị của xã hội.

### Phát triển
Bắt đầu từ năm 1990 với bước nhảy vọt về công nghệ Internet đã tạo điều kiện cho phong trào đổi vợ đổi chồng trỗi dậy mạnh mẽ. Những lời mời gọi tham gia phong trào lan nhanh theo đường truyền Internet, thông qua các mạng xã hội nhưng vẫn đảm bảo bí mật. Kể từ năm 1995, một số nhà kinh doanh đã nắm bắt cơ hội đứng ra mua bán nhu cầu này và hàng loạt câu lạc bộ swing ra đời ở Mỹ.
Năm 2005, John Stossel - một nhà nghiên cứu xã hội học của Mỹ thực hiện một cuộc thăm dò và kết luận có hơn 4 triệu người đã từng tham gia swing. Rất nhiều trang mạng của các câu lạc bộ kinh doanh swing ở Mỹ vẫn chào mời khách hàng công khai. Chi phí tham gia các câu lạc bộ này thấp nhất là 20.000 USD cho một thẻ sinh hoạt đổi vợ đổi chồng làm tình trong một năm, nhưng mỗi câu lạc bộ có ít nhất 1.000 cặp đôi tham gia.

## Điện ảnh
Trò đổi vợ làm tình được phản ánh qua một số phim ảnh của Phương Tây, đơn cử một số bộ phim như: 
- The Blood Oranges (1997), bộ phim được chuyển thể từ cuốn tiểu thuyết của John Hawkes.
- Bob & Carol & Ted & Alice (1969) là một bộ phim hài cổ điển Mỹ nói về cuộc cách mạng tình dục của cuối những năm 1960 tại Hoa Kỳ. Nó đã được đề cử bốn giải Oscar.
- The Ice Storm (1997) của đạo diễn Ang Lee
- Zebra Lounge (2001) nói về swinging và ảnh hưởng của nó đối với cuộc sống của một cặp vợ chồng tìm kiếm những cuộc phiêu lưu tình dục.
- Swinging with Finkels (2010), một cặp vợ chồng tìm cách cải thiện đời sống tình dục của họ qua swinging.